# Jüngster Reichsabschied

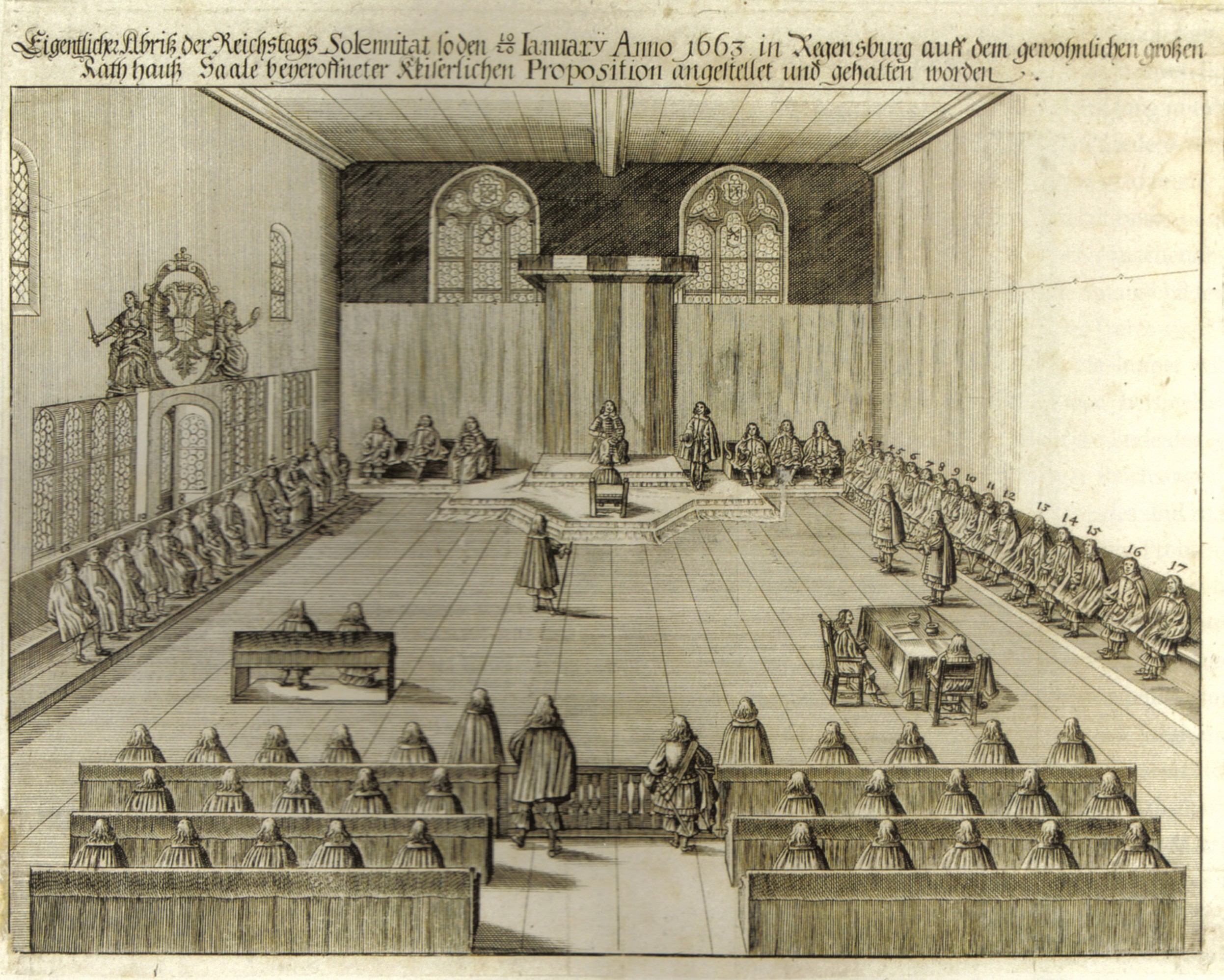
Immerwährender Reichstag

Als Jüngster Reichsabschied (lateinisch recessus imperii novissimus) wird das Schlussdokument des Regensburger Reichstages von 1653/1654 bezeichnet.
Bei dem Dokument mit der ungewöhnlichen Bezeichnung handelt es sich um den letzten Reichsabschied eines offiziell einberufenen und offiziell beendeten Reichstags des Heiligen Römischen Reiches. Dieser letzte offizielle Reichstag war zugleich auch der erste Reichstag nach dem Ende des Dreißigjährigen Krieges. Der Reichstag sollte sich mit Fragen und Problemen beschäftigen, die beim Abschluss des Westfälischen Friedens ungeklärt geblieben waren. Einige schwierige Aufgaben konnten nicht abgeschlossen werden und auch der 10 Jahre später 1663 nach Regensburg einberufene Reichstag konnte diese alten und auch neue Probleme nicht lösen. Er wurde deshalb nicht offiziell beendet und wurde bald als Immerwährender Reichstag bezeichnet. Auch die gefassten Beschlüsse wurden nicht mehr als offizielle Reichsabschiede erarbeitet und konnten nicht mehr so bezeichnet werden. Stattdessen wurden diese Beschlüsse nur als Reichsschlüsse (conclusa imperii) bezeichnet.

## Verlauf des Reichstages

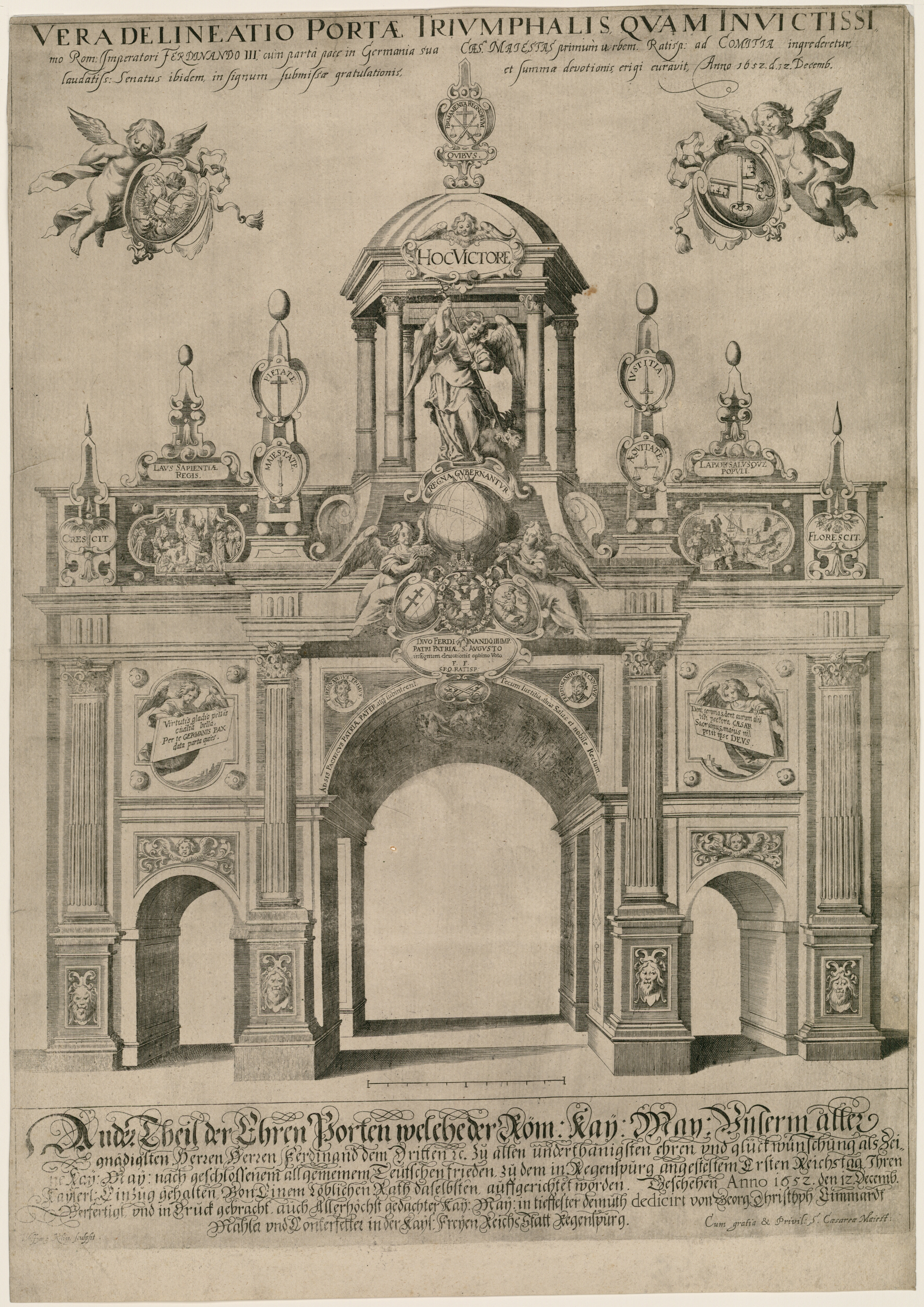
Ehrenpforte für Kaiser Ferdinand

Ziel des Reichstages war es, die während der Verhandlungen zum Westfälischen Frieden offen gebliebenen Fragen zu beraten. Nach den Festlegungen des Westfälischen Friedens hätte der Reichstag bereits am 18. Oktober 1649 eröffnet werden müssen. An dessen Stelle fand 1649 der Nürnberger Exekutionstag statt. Tatsächlich wurde der Reichstag jedoch erst für Ende Oktober 1652 ausgeschrieben. Kaiser Ferdinand III. wollte zwar am Reichstag teilnehmen, wollte aber wegen der Notzeiten seinen Hofstaat einschränken und bat auch die Reichsfürsten um Bescheidenheit. Trotzdem überbot der Reichstag seine Vorgänger an Glanz und Pomp. Die kaiserliche Familie reiste mit einem Gefolge von 3000 Personen an, darunter 60 Musikanten und sechs Hofnarren. Die Begrüßung erfolgte am 12. Dezember 1652 nach Passieren des Ostentors und eines zusätzlichen Ehrentors und durch dreimaliges Abfeuern von 50 Kanonen auf der Donauinsel Oberer Wöhrd. Auch die Kurfürsten zeigten sich in Begleitung von vielen Lakaien, Musikern und Edelknaben. Sie erschienen mit viel Personal und mit bis zu 250 Pferden, so dass der Rat der Stadt Schwierigkeiten hatte, ausreichend Unterkünfte zu finden.
Auf dem Reichstag konnte Ferdinand III. zugleich seinen Sohn Ferdinand zum römisch-deutschen König wählen lassen, der jedoch schon 1654 verstarb. Neben der anschließenden Krönung des jungen Ferdinands im Juni fand Anfang August 1653 die Krönung von Kaiserin Eleonora statt im Regensburger Dom, die ebenfalls mit großen Feierlichkeiten verbunden war.
Obwohl für die zu beratenden Fragen die Anwesenheit des Kaisers nicht erforderlich war, empfahlen ihm seine Berater die Anwesenheit, da er dann einer eventuellen Blockierung des Reichstages mit Verfahrensfragen hätte vorbeugen und vermittelnd eingreifen können. Erwartungsgemäß gab es Streit in nebensächlichen Verfahrensfragen, wie z. B. bei der Zusammensetzung der Reichsdeputationen und bei Fragen zu Mehrheitsabstimmungen bei Steuerfragen. Diese eigentlich nebensächlichen Fragen wurden im Verlauf des Reichstages immer mehr zu Prinzipienfragen erhoben. Nachdem sich Ferdinand in der Frage der Deputationen mit Hilfe der Kurfürsten noch durchsetzen konnte, konnte er eine Niederlage in der zweiten Frage nur durch die vorzeitige Verabschiedung des Reichstags mit Verlesung der bis dahin erreichten Übereinstimmung am 17. Mai 1654 vermeiden. Zu weiteren Verhandlungen waren fünf Deputationen gebildet worden. Nach Darstellung der protestantischen Stände wurde der Reichstag aber nur suspendiert und sollte zwei Jahre später fortgesetzt werden. Die Fortsetzung der Plenarberatungen erfolgte jedoch erst auf dem neu einberufenen Reichstag ab 20. Januar 1663, der dann nicht mehr beendet wurde und sich zu einem Gesandten-Kongress, dem „Immerwährenden Reichstag“ entwickelte.

## Teilnehmer des Reichstages

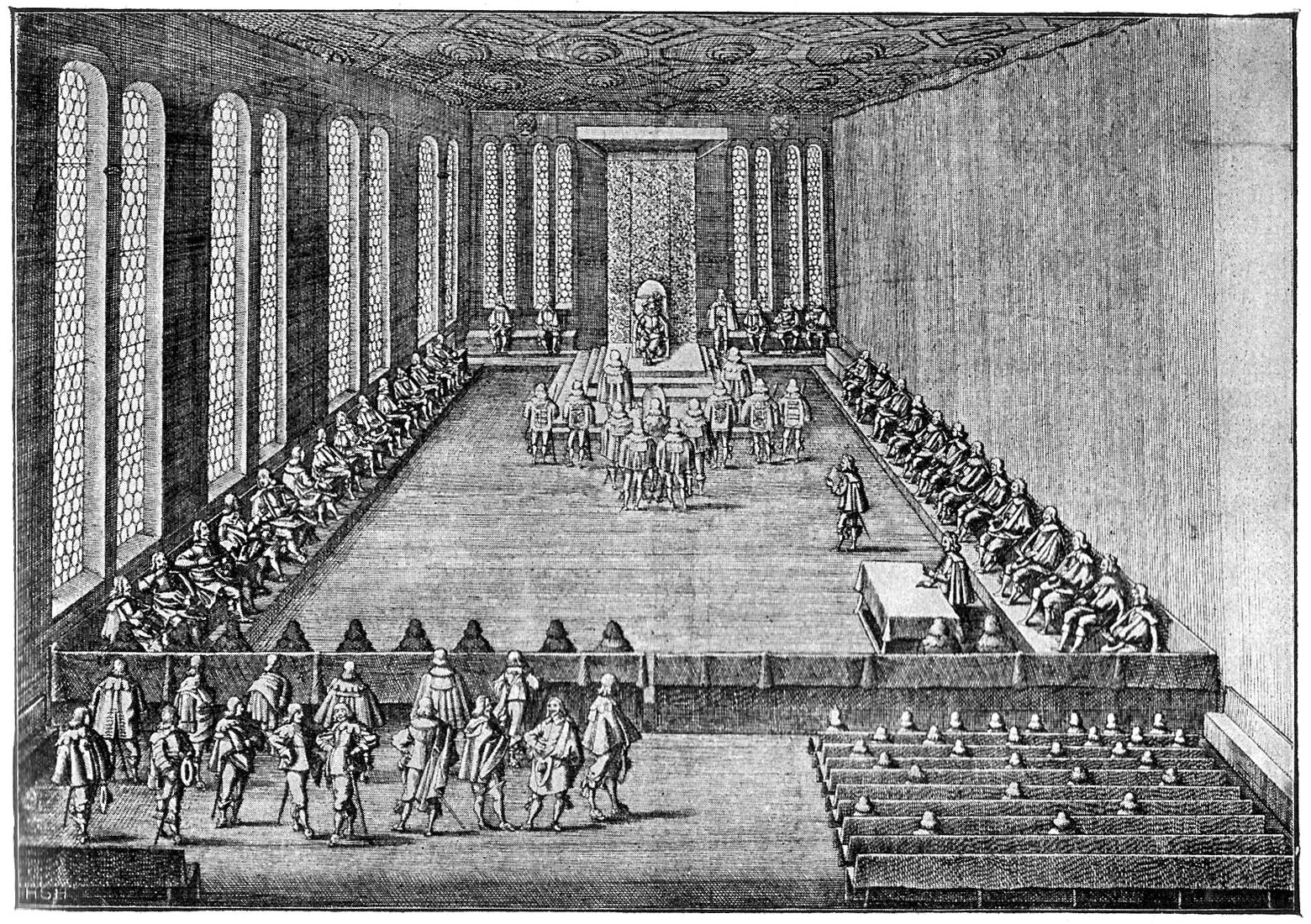
Sitzung des Reichstags in Regensburg im Jahr 1640 (nach einem Stich von Matthäus Merian)

Der zeitgenössische Kupferstich des Verlegers Paulus Fürst zeigt die Eröffnung des Regensburger Reichstages von 1653 im Regensburger Rathaus mit sämtlichen namentlich genannten Teilnehmern.
Die offizielle Verlautbarung mit dem barocken Titel „Eigentlicher Abriß der Reichstages Solennitet, so den 13.=23. Juny Anno 1653, in RegensPurg auf dem gewöhnlichen grosen Rhathauß-Saal, bey eröfnung der Kajserlichen Proposition angestellet und gehalten worden.“ zählt die Teilnehmer auf:
- Leitung: Ihr Röm: Kayserl: Mayest.[Anm. 1]
- Kurfürsten:
  - Chur Maintz, Herr Johann Philipp ErtzBischoff zu Maintz[Anm. 2]
  - Chur Trier, Herr Carl Caspar ErtzBischoff zu Trier[Anm. 3]
  - Chur Cölln, Abgesandter Herr Frantz Egon Graf zu Fürstenberg[Anm. 4]
  - Chur Sachsen, Abgesandter Herr Heinrich von Friesen der Jünger[Anm. 5]
  - Chur Bayrn, Abgesandter Herr Maximilian Willibald Graf zu WolffsEck[Anm. 6]
  - Chur Pfaltz, Herr Karl Ludwig Pfalzgraf bey Rhein[Anm. 7]
  - Chur Brandenburg, Abgesandter Herr Joachim Friedrich von Blumenthal[Anm. 8]

- Geistliche Fürsten:
  - Wegen Oesterreich, Herr Georg Achatius, Graf und Herr zu Losenstein[Anm. 9]
  - Wegen Burgund, H. Aurelius Augustinus de Malinez[Anm. 10][7][8]
  - Wegen Saltzburg, H. Johann Baptista Graf zu Ladron[Anm. 11]
  - Wegen Speyer, Ihr Fürstl. Gnaden, H. Lotharius Friederich, Bischoff zu Speyer[Anm. 12]
  - Ihr Fürstl. Gnaden, H. Dieterich Adolph, Bischoff zu Paderborn[Anm. 13]
  - Ihr Fürstl. Gnaden, H. Frantz Wilhelm, Bischoff zu Regenspurg und Oßnabrück[Anm. 14]
  - Ihr Fürstl. Gnaden, H. Christoph Bernhard, Bischoff zu Münster[Anm. 15]
  - Ihr Fürstl. Gnaden, H. Joachim, Abbt zu Fulda[Anm. 16]
  - Ihr Fürstl. Gnaden, H. Wilhelm, Administrator zu Stabel[Anm. 17]
  - Wegen Bisantz, H. Franciscus del Jhola, H. zu Thil.[Anm. 18]
  - Wegen Teutschmeister, H. Georg Wilhelm von Elckerhausen genannt Klüpl[Anm. 19]
  - Wegen Bamberg, H. Cornelius Gobelius, L.[Anm. 20]
  - Wegen Würtzburg, H. Wilhelm Sebastian Mehl[Anm. 21]
  - Wegen des Stifts Straßburg, H. Johann von Giffen[Anm. 22]
  - Wegen Costantz, H. Leonhard Pappus[Anm. 23]
  - Wegen Hildesheimb, H. Johann Godtfried von Hörde[Anm. 24]
  - Wegen Freysing, H. Johann Georg Freyh. von Puch[Anm. 25]
  - Wegen Passau, H. Johann Georg Graff von Herberstein[Anm. 26]
  - Wegen Basel, H. Nicolaus Wilhelm von Reinach[Anm. 27]
  - Wegen Lüttich, H. Peter Buschmann[Anm. 28]

- Auff der Zwerchbank[Anm. 29] haben gesessen der Secularischen Stiffter[Anm. 30] Abgesandter, als
  - Wegen Magdeburg, H. Friedrich Ulrich von Hagen, sonst Geist genannt[Anm. 31]
  - H. Johann Grull
  - Wegen des Stifftes Lübeck, H. Christianus Cassius, J. C.[Anm. 32]

- Weltliche Fürsten:
  - Ihr Fürstl. Durchl. H. Ludwig Philipp, Pfaltzgraf bey Rhein[Anm. 33]
  - Ihr Fürstl. Durchl. H. Philipps Wilhelm, Pfaltzgraf bey Rhein[Anm. 34]
  - Ihr Fürstl. Durchl. H. Eberhard, Herzog zu Würtenberg[Anm. 35]
  - Ihr Fürstl. Gn. H. Landgraf Georg zu Hessen-Darmstadt[Anm. 36]
  - Ihr Fürstl. Gn. H. Wilhelm Marggraff zu Baaden[Anm. 37], so im Namen Ihr Mayest. den Vortrag thut
  - Wegen Bayern, H. Hermann Egon, Graff zu Fürstenberg[Anm. 38]
  - Wegen Pfalz-Lautern, H. Johann Paul von Gemingen[Anm. 39]
  - Wegen Pfaltz-Simmern, H. Arnold Prill, D.
  - Wegen Bremen und Verden, H. Friedrich Bohl[Anm. 40]
  - Wegen Pfaltz-Zweybrück, Jonas Meisterlin, D.
  - Wegen Pfaltz-Lautereck, H. Johann Conrad Vahrenbühler von und zu Hemmingen[Anm. 41]
  - Wegen Sachsen-Altenburg, H. Augustus Carpzovius, D.[Anm. 42]
  - Wegen Sachsen-Coburg, H. Johann Thomas, D. (auch Johann Thomasius)
  - Wegen Sachsen-Weimar, H. Zacharias Pruschenck von Lindenhoffen[Anm. 43]
  - Wegen Sachsen-Gotha, H. Georg Achatius Heher, D.[Anm. 44]
  - Wegen Sachsen-Eisenach, H. Wilhelm Schröder, D.[Anm. 45]
  - Wegen Brandenburg-Culmbach, H. Johann Georg Hofer von Lobenstein[Anm. 46]
  - Wegen Brandenburg-Onoltzbach, H. Tobias Appold, D.[Anm. 47]
  - Wegen Braunschweig-Wolffenbütel, H. Johann Schwartzkopff, D.[Anm. 48]
  - Wegen Braunschweig-Zell und Grubenhagen, H. Heinrich Dieterich, D.[Anm. 49]
  - Wegen Braunschweig-Callnberg, H. Heinrich Speyermann, D.[Anm. 50]
  - Wegen Pommern, H. Matthias Beerenklau[Anm. 51]
  - Chur Brandenburg wegen Hinter-Pommern, H. Johann Portmann, D.
  - Wegen Mecklenburg-Schwerin, H. Balthasar von Rieben[Anm. 52]
  - Wegen Mecklenburg-Gustrau, H. Daniel Nicolaj, D.
  - Wegen Hessen-Cassel, H. Adolph Wilhelm von Krosieg[Anm. 53]
  - Wegen Leuchtenberg, H. Johann Ernst, D.[Anm. 54]
  - Wegen Anhalt, H. Martinus Milagius, Cantzler[Anm. 55]
  - Wegen Henneberg, H. Johann Ernst Pistorius zu Seuselitz[Anm. 56]
  - Wegen Arenberg, H. Jacob Christoff Rassler, D.[Anm. 57]
  - Wetterauisch Directorium
  - Schwäbisch Directorium
  - Fränckisch Directorium

## Inhalt des Abschieds
Der Jüngste Reichsabschied enthielt zwei wichtige reichspolitische Beschlüsse. Erstens wurden im Abschied die gesamten Beschlüsse des Westfälischen Friedens von 1648 inklusive der Ergänzungen des Nürnberger Exekutionstages von 1650 wörtlich wiederholt und als immerwährende Richtschnur und ewige norma iudicandi (Gesetzesnorm) bezeichnet. Nach den Beschlüssen des Reichstages sollten die Festlegungen des Westfälischen Friedens also zu den geschriebenen Teilen der Reichsverfassung gehören. Dementsprechend war ein Großteil der juristischen Literatur bis zum Ende des Reiches 1806 der Analyse und Auslegung des Vertragswerkes gewidmet.
Zweitens ist im Jüngsten Reichsabschied eine umfangreiche Novellierung der Reichskammergerichtsordnung von 1555 enthalten. Diese Novelle wird als eines der bedeutendsten Prozessgesetze des Alten Reiches angesehen.
Daneben wurden noch weitere Regelungen über die Kriegsfolgen des Dreißigjährigen Krieges getroffen, wie beispielsweise eine Zivilrechtsnovelle, die es der ordentlichen Gerichtsbarkeit erlaubte, ein Zahlungsmoratorium für Zinsen und Kapital zu gewähren. Außerdem wurden drei Viertel der aufgelaufenen Zinsen komplett gestrichen.
Geklärt wurden ferner die sogenannten negotia remissa, die bei den Friedensverhandlungen von Münster und Osnabrück unerledigt geblieben waren:
- die Festlegung des Verfahrens bei der römischen Königswahl im Reich,
- die Reform des Reichsjustizwesens, der Kreis- und Militärverfassung,
- die Überarbeitung der Reichsmatrikel von 1521,
- die Sicherung der konfessionellen Parität in den Reichsdeputationen und in den Reichsgerichten.

Auch konnte auf dem Reichstag eine Einigung über einige Punkte erreicht werden, die in den Verhandlungen des Westfälischen Friedens nicht mehr behandelt werden konnten. In der Reform des Reichskammergerichts in Speyer wurde die Finanzierung der Gehälter aller Gerichtspersonen durch die Reichskreise neu geregelt und das Revisionswesen mit den Reichskammergerichtsvisitationen verbessert, da die Urteilsvollstreckungen zuvor oft über Jahre hinweg blockiert werden konnten. Auch wurde eine Ordnung für das Schuldenwesen in Form von Debitkommissionen des Reichshofrats gefunden.
Nicht einigen konnte man sich jedoch über die Sicherheitsfrage, welche die Kurfürsten am Rhein gefordert hatten. Auch die Reform der Reichsexekutionsordnung, die Regelung der Mitwirkung des Reichstages bei der Verhängung der Reichsacht, das Reichssteuerwesen und eine beständige Wahlkapitulation wurden an den nachfolgenden Reichstag, der am 17. Mai 1656 wieder in Regensburg tagen sollte, verwiesen.
Zu den Punkten aus dem Westfälischen Frieden, die auch nach den Beratungen in Regensburg weiterhin offen blieben, gehörte z. B. die endgültige Regelung des Jülich-Klevischen Erbfolgestreits. Dieser Streit konnte erst durch die im Vergleich von Dorsten vorbereiteten Verträge von Duisburg (1666) und Cölln (1672) beigelegt werden.